# (466613) 2014 VA11
(466613) 2014 VA11 es un asteroide perteneciente al cinturón de asteroides, descubierto el 19 de octubre de 2003 por el equipo Spacewatch desde el Observatorio Nacional de Kitt Peak (Arizona, Estados Unidos).